# 白芷定位系統
白芷定位系統（Borshchevik）是俄國Sestroretsk武器廠生產的一套定位系統，據稱能在10公里的範圍內定位多達64個星鏈的終端天線，準確度在5-60公尺之間。

## 實戰歷史
俄軍聲稱在索萊達爾戰役中，用它發現了烏軍的星鏈終端，俄軍炮兵使用坐標後，不僅摧毀了碼頭，還摧毀了烏軍的一個指揮部。